# ناحیه کویته
ناحیه کویته (پشتو : کوټه) (اردو : کوئٹہ) یکی از ناحیه‌های ایالتی پاکستان در شمال شرقی در مرز افغانستان و پاکستان واقع شده است. ناحیه کوټه ۲٬۶۵۳ کیلومتر مربع مساحت و ۲٬۲۷۵٬۶۹۹ نفر جمعیت دارد.

## جمعیت شناسی
| ادیان در ناحیه کویته (2017) | ادیان در ناحیه کویته (2017) | ادیان در ناحیه کویته (2017) | ادیان در ناحیه کویته (2017) | ادیان در ناحیه کویته (2017) |
| --------------------------- | --------------------------- | --------------------------- | --------------------------- | --------------------------- |
| دین ها                      | دین ها                      |                             | درصد ها                     | درصد ها                     |
| اسلام                       | اسلام                       |                             | ۹۸٫۵۴٪                      | ۹۸٫۵۴٪                      |
| مسیحی                       | مسیحی                       |                             | ۱٫۰۹٪                       | ۱٫۰۹٪                       |
| مابقی ادیان                 | مابقی ادیان                 |                             | ۰٫۳۷٪                       | ۰٫۳۷٪                       |

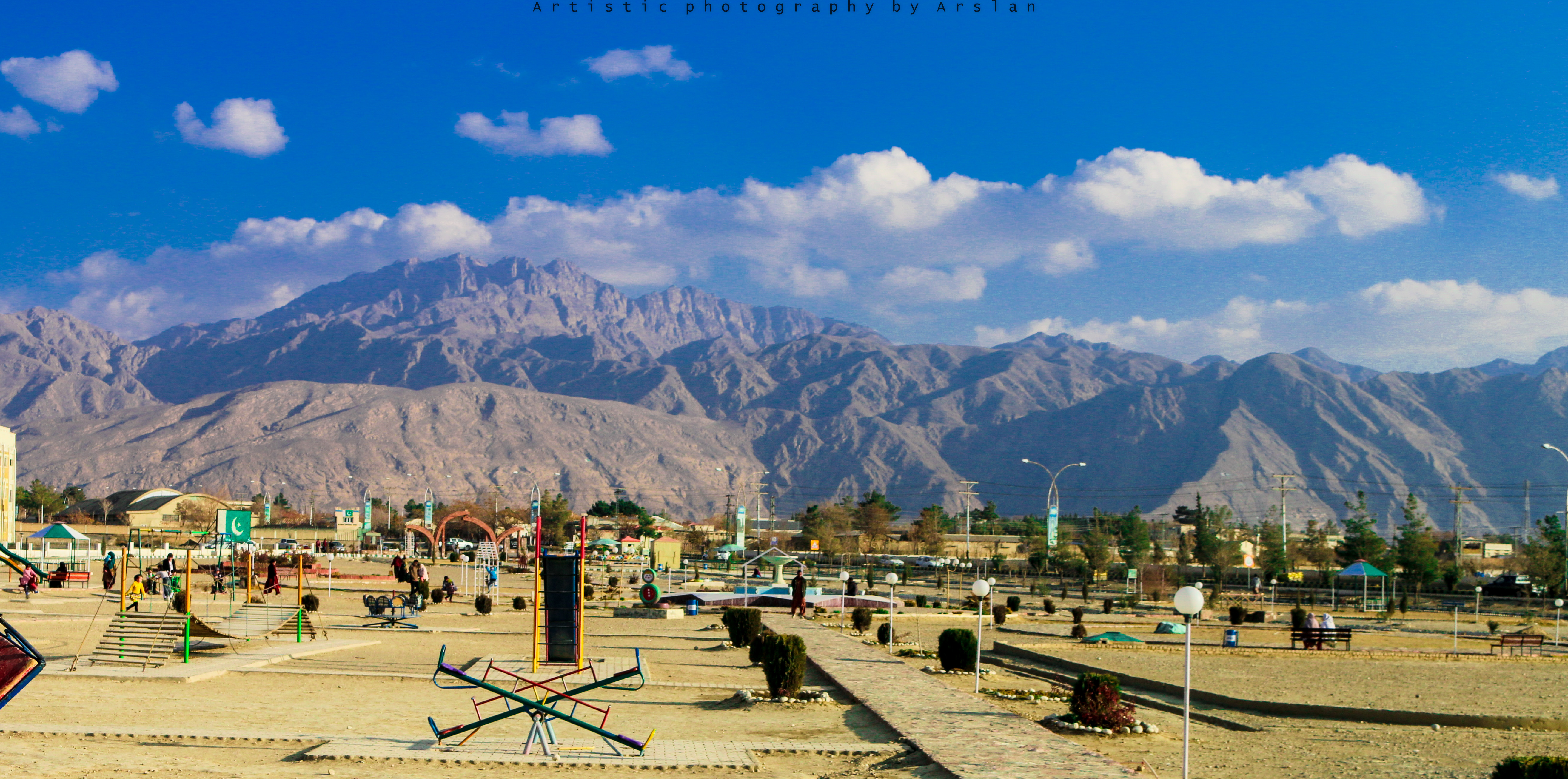
کویته کانت، زمین بازی

در سال ۲۰۱۷، این ولسوالی دارای ۲۷۱۳۲۸ خانوار و  ۲۲۷۵۶۹۹ نفر جمعیت بود.  نسبت جنسی کویته ۹۰۶ زن به ازای هر ۱۰۰۰ مرد و نرخ باسوادی ۵۸.۹۴ درصد ۶۹.۵۷ درصد برای مردان و ۴۶.۷۶ درصد برای زنان) بود.  ۹۹۹۳۸۵ نفر ۴۴.۰۴%) در مناطق شهری زندگی می کردند.  ۷۱۶۸۷۱ نفر (۳۱.۵۹%) زیر ۱۰ سال سن داشتند.  اسلام دین غالب با ۹۸.۵۸ درصد جمعیت بود، در حالی که مسیحیان ۱.۰۹ درصد از جمعیت را تشکیل می دادند.